# P/2006 HR30 Siding Spring
P/2006 HR30 Siding Spring è una cometa periodica dalla storia complessa: scoperta il 20 aprile 2006 dagli astronomi australiani Robert H. McNaught e Gordon J. Garradd fu ritenuta inizialmente un asteroide.
Già al momento dell'annuncio della scoperta erano state trovate immagini di prescoperta risalenti al 6 luglio 2005; osservazioni effettuate il 3 e il 4 agosto 2006 mostrarono la sua natura cometaria. Nel frattempo veniva scoperta da parte di Giuseppe Forti un'immagine risalente al 5 marzo 1986, anno in cui era avvenuto il precedente passaggio al perielio; purtroppo la mancanza di altre immagini non ha permesso che questa osservazione potesse essere utilizzata per numerare la cometa.. Ciononostante, l'ultima osservazione risale al 5 maggio 2008. 
La cometa ha una MOID abbastanza piccola col pianeta Marte da potervi originare uno sciame meteorico.